# Single numer jeden w roku 1995 (Japonia)
Notowanie Weekly Singles Chart (jap. 週間シングルチャート Shūkan Shinguru Chāto) przedstawia najlepiej sprzedające się single w Japonii. Publikowane jest ono przez magazyn Oricon Style, a dane kompletowane są przez Oricon w oparciu o cotygodniowe wyniki sprzedaży fizycznej singli. Poniżej znajdują się tabele prezentujące najpopularniejsze single w danych tygodniach w roku 1995.

## Oricon Weekly Singles Chart
| Data            | Utwór | Wykonawca                          | Źródło |
| --------------- | --- | ---------------------------------- | ------ |
| 2 stycznia      | „Tabun Alright” (jap. たぶんオーライ)                                                                      | SMAP                               | [ 1 ]  |
| 9 stycznia      | wstrzymanie publikacji                                                                                     | wstrzymanie publikacji             | [ 1 ]  |
| 16 stycznia     | „Seiten o homeru nara yūgure o mate” (jap. 晴天を誉めるなら夕暮れを待て)                                   | ASKA                               | [ 1 ]  |
| 23 stycznia     | „CRAZY GONNA CRAZY”                                                                                        | trf                                | [ 1 ]  |
| 30 stycznia     | „CRAZY GONNA CRAZY”                                                                                        | trf                                | [ 1 ]  |
| 6 lutego        | „Kiseki no chikyū” (jap. 奇跡の地球)                                                                       | Keisuke Kuwata & Mr. Children      | [ 1 ]  |
| 13 lutego       | „masquerade”                                                                                               | trf                                | [ 1 ]  |
| 20 lutego       | „HELLO” | Masaharu Fukuyama                  | [ 1 ]  |
| 27 lutego       | „Secret Night ~It’s My Treat~”                                                                             | Wands                              | [ 1 ]  |
| 6 marca         | „La La La” (jap. ら・ら・ら)                                                                               | Maki Ōguro                         | [ 1 ]  |
| 13 marca        | „KANSHA shite” (jap. KANSHAして)                                                                           | SMAP                               | [ 1 ]  |
| 20 marca        | „Overnight Sensation ~Jidai wa anata ni yudaneteru~” (jap. Overnight Sensation 〜時代はあなたに委ねてる〜) | trf                                | [ 1 ]  |
| 27 marca        | „WOW WAR TONIGHT ~Toki ni wa okose yo Movement” (jap. WOW WAR TONIGHT 〜時には起こせよムーヴメント)        | H Jungle with t                    | [ 1 ]  |
| 3 kwietnia      | „WOW WAR TONIGHT ~Toki ni wa okose yo Movement” (jap. WOW WAR TONIGHT 〜時には起こせよムーヴメント)        | H Jungle with t                    | [ 1 ]  |
| 10 kwietnia     | „WOW WAR TONIGHT ~Toki ni wa okose yo Movement” (jap. WOW WAR TONIGHT 〜時には起こせよムーヴメント)        | H Jungle with t                    | [ 1 ]  |
| 17 kwietnia     | „WOW WAR TONIGHT ~Toki ni wa okose yo Movement” (jap. WOW WAR TONIGHT 〜時には起こせよムーヴメント)        | H Jungle with t                    | [ 1 ]  |
| 24 kwietnia     | „WOW WAR TONIGHT ~Toki ni wa okose yo Movement” (jap. WOW WAR TONIGHT 〜時には起こせよムーヴメント)        | H Jungle with t                    | [ 1 ]  |
| 1 maja          | „WOW WAR TONIGHT ~Toki ni wa okose yo Movement” (jap. WOW WAR TONIGHT 〜時には起こせよムーヴメント)        | H Jungle with t                    | [ 1 ]  |
| 8 maja          | „WOW WAR TONIGHT ~Toki ni wa okose yo Movement” (jap. WOW WAR TONIGHT 〜時には起こせよムーヴメント)        | H Jungle with t                    | [ 1 ]  |
| 15 maja         | „KNOCKIN' ON YOUR DOOR”                                                                                    | L⇔R                                | [ 1 ]  |
| 22 maja         | „【es】 ~Theme of es~”                                                                                     | Mr. Children                       | [ 1 ]  |
| 29 maja         | „【es】 ~Theme of es~”                                                                                     | Mr. Children                       | [ 1 ]  |
| 5 czerwca       | „Tabibito no uta” (jap. 旅人のうた)                                                                        | Miyuki Nakajima                    | [ 1 ]  |
| 12 czerwca      | „Negai” (jap. ねがい)                                                                                      | B’z                                | [ 1 ]  |
| 19 czerwca      | „Shiyō yo” (jap. しようよ)                                                                                 | SMAP                               | [ 1 ]  |
| 26 czerwca      | „Negai” | B’z                                | [ 1 ]  |
| 3 lipca         | „Mirai no tame ni” (jap. 未来のために)                                                                     | DEEN                               | [ 1 ]  |
| 10 lipca        | „TOMORROW”                                                                                                 | Mayo Okamoto                       | [ 1 ]  |
| 17 lipca        | „love me, I love you”                                                                                      | B’z                                | [ 1 ]  |
| 24 lipca        | „love me, I love you”                                                                                      | B’z                                | [ 1 ]  |
| 31 lipca        | „Anata dake o ~Summer Heartbreak~” (jap. あなただけを 〜Summer Heartbreak〜)                               | Southern All Stars                 | [ 1 ]  |
| 7 sierpnia      | „LOVE LOVE LOVE/Arashi ga kuru” (jap. LOVE LOVE LOVE/嵐が来る)                                             | Dreams Come True                   | [ 1 ]  |
| 14 sierpnia     | „Longing ~Togireta melody~” (jap. Longing 〜跡切れたmelody〜)                                              | X JAPAN                            | [ 1 ]  |
| 21 sierpnia     | „Seasaw Game ~Yūkan na koi no uta~” (jap. シーソーゲーム 〜勇敢な恋の歌〜)                                 | Mr. Children                       | [ 1 ]  |
| 28 sierpnia     | „Seasaw Game ~Yūkan na koi no uta~” (jap. シーソーゲーム 〜勇敢な恋の歌〜)                                 | Mr. Children                       | [ 1 ]  |
| 4 września      | „Seasaw Game ~Yūkan na koi no uta~” (jap. シーソーゲーム 〜勇敢な恋の歌〜)                                 | Mr. Children                       | [ 1 ]  |
| 11 września     | „Sayonara wa ima mo kono mune ni imasu” (jap. サヨナラは今もこの胸に居ます)                                | ZARD                               | [ 1 ]  |
| 18 września     | „Donna ii koto” (jap. どんないいこと)                                                                      | SMAP                               | [ 1 ]  |
| 25 września     | „Hello, Again ~Mukashi kara aru basho~” (jap. Hello, Again 〜昔からある場所〜)                             | My Little Lover                    | [ 1 ]  |
| 2 października  | „Hello, Again ~Mukashi kara aru basho~” (jap. Hello, Again 〜昔からある場所〜)                             | My Little Lover                    | [ 1 ]  |
| 9 października  | „Joy to the love (globe)”                                                                                  | globe                              | [ 1 ]  |
| 16 października | „Message/Ima kono hitotoki ga tōi yume no yō ni” (jap. Message/今このひとときが遠い夢のように)             | Masaharu Fukuyama                  | [ 1 ]  |
| 23 października | „LOVE PHANTOM”                                                                                             | B’z                                | [ 1 ]  |
| 30 października | „Thrill” (jap. スリル)                                                                                     | Tomoyasu Hotei                     | [ 1 ]  |
| 6 listopada     | „ROMANCE/Ie ni kaero” (jap. ROMANCE/家へ帰ろ)                                                              | Dreams Come True                   | [ 1 ]  |
| 13 listopada    | „Oretachi ni asu wa aru” (jap. 俺たちに明日はある)                                                         | SMAP                               | [ 1 ]  |
| 20 listopada    | „DESIRE” (jap. 俺たちに明日はある)                                                                         | Luna Sea                           | [ 1 ]  |
| 4 grudnia       | „To Love You More”                                                                                         | Céline Dion with Klyzler & Company | [ 1 ]  |
| 11 grudnia      | „To Love You More”                                                                                         | Céline Dion with Klyzler & Company | [ 1 ]  |
| 18 grudnia      | „Chase the Chance”                                                                                         | Namie Amuro                        | [ 1 ]  |
| 25 grudnia      | „To Love You More”                                                                                         | Céline Dion with Klyzler & Company | [ 1 ]  |